# 2003 YK179
2003 YK179, também escrito como 2003 YK179, é um objeto transnetuniano que está localizado no Cinturão de Kuiper, uma região do Sistema Solar. Este corpo celeste é classificado como um provável cubewano. Ele possui uma magnitude absoluta de 7,5 e tem um diâmetro estimado com 139 km.

## Descoberta
2003 YK179 foi descoberto no dia 16 de dezembro de 2003.

## Órbita
A órbita de 2003 YK179 tem uma excentricidade de 0,146 e possui um semieixo maior de 41,749 UA. O seu periélio leva o mesmo a uma distância de 35,647 UA em relação ao Sol e seu afélio a 47,851 UA.